# وبائيات السرطان
علم وبائيات السرطان هو العلم الذي يدرس العوامل المؤثرة على السرطان، وذلك كوسيلة لاستنتاج الاتجاهات والأسباب المحتملة. تستخدم دراسة وبائيات السرطان طرقًا وبائية للعثور على سبب السرطان وتحديد العلاجات وتطويرها.
يجب أن يتعامل مجال الدراسة هذا مع مشاكل انحياز المهلة الزمنية وانحياز طول المدة. انحياز المهلة الزمنية هو المفهوم القائل بأن التشخيص المبكر للسرطان قد يضخم بشكل مصطنع إحصائيات معدلات البقيا، دون تحسين التاريخ الطبيعي للمرض (سيره). بينما انحياز طول المدة هو المفهوم القائل بأن الأورام البطيئة في النمو والتطور قد يشخصها الأطباء عن طريق اختبارات الفحص الماسحة، لكن تحسن تشخيص حالات السرطان، لا يعطي بالضرورة نتائج أفضل للمرضى بعد تنفيذ برامج الفحص الدوري. تعتبر المبالغة في التشخيص أحد المسائل المرتبطة بهذا المجال، فالميل إلى إجراء الاختبارات الماسحة لتشخيص الأمراض التي قد لا تؤثر في الواقع على طول عمر المريض. تنطبق هذه المشكلة بشكل خاص على سرطان البروستات وفحص المستضد البروستاتي النوعي.
جادل بعض الباحثين في مجال السرطان بأن التجارب السريرية السلبية للسرطان تفتقر إلى القوة الإحصائية الكافية لاكتشاف فائدة العلاج. قد يكون هذا بسبب انخفاض عدد المرضى المسجلين في الدراسة مقارنةً بما كان مخططًا له في الأصل.

## المنظمات
سجلات السرطان الحكومية والإقليمية هي منظمات تستخلص البيانات السريرية المرتبطة بالسرطان من السجلات الطبية للمرضى. توفر هذه المؤسسات المعلومات إلى مجموعات الصحة العامة الحكومية والوطنية للمساعدة في متابعة اتجاهات تشخيص السرطان وعلاجه. يعد برنامج المعهد الوطني للمراقبة وعلم الأوبئة والنتائج النهائية، أحد أكبر وأهم سجلات السرطان التي تديرها الحكومة الفيدرالية الأمريكية.
أدت مخاوف تتعلق بخصوصية المعلومات الصحية إلى تقييد استخدام بيانات تسجيل السرطان في وزارة شؤون المحاربين القدامى بالولايات المتحدة ومؤسسات أخرى. توقعت جمعية السرطان الأمريكية تشخيص نحو 1690000 حالة سرطان جديدة ووفاة نحو 577000 أمريكي بسبب السرطان في عام 2012.

## الدراسات
تعتمد الدراسات الوبائية الرصدية التي تُظهِر الارتباط بين عوامل الخطر وأنواع معينة من السرطان على تكوين فرضيات حول التداخلات المحتملة التي قد تقلل من حدوث السرطان أو الإصابة به. ثم تختبر التجارب المعشاة ذات الشواهد ما إذا كانت الفرضيات الناتجة عن الدراسات الوبائية والبحوث المختبرية تؤدي في الواقع إلى تقليل حدوث السرطان والوفيات الناجمة عنه. في كثير من الحالات، لا تؤكِّد التجارب المعشاة التي تستخدم مجموعات مقارنة (شواهد) النتائج المستخلصة من الدراسات الوبائية الرصدية.

## عوامل الخطر
يعتبر عامل الخطر الأكثر أهمية هو العمر. وفقًا للباحث في مجال السرطان روبرت أ. واينبرغ: «إذا عشنا مدة كافية، عاجلًا أم آجلًا، سنصاب جميعًا بالسرطان». يرتبط ارتفاع معدلات الإصابة بالسرطان لدى الأشخاص الذين ماتوا في إنجلترا بين عامي 1901 و1905 مقارنةً بالأشخاص الذين عاشوا في عصور ما قبل التاريخ بزيادة المدى العمري بشكل أساسي.
تعتبر أنماط السرطان المرتبطة بالعمر معقدة، على الرغم من الدراسة الموثقة لزيادة خطر السرطان المرتبطة بزيادة العمر. قد تكون ذروة الإصابة ببعض أنواع السرطانات مثل سرطان الخصية في وقت مبكر من الحياة لأسباب غير معروفة. إلى جانب ذلك، يختلف معدل الزيادة المرتبطة بالعمر بين أنواع السرطان، فعلى سبيل المثال: يرتفع خطر الإصابة بسرطان البروستات بشكل أكبر بكثير مع التقدم بالعمر مقارنةً بسرطان الدماغ. يمكن النظر إلى التوزع العمري لحدوث السرطان باعتباره أمر يعتمد على احتمالية تراكم العدد المطلوب من الأحداث المؤهبة للسرطان عند الوصول إلى عمر معين.
يعود سبب أكثر من ثلث وفيات السرطان في جميع أنحاء العالم (وحوالي 75-80٪ من السرطانات في الولايات المتحدة) إلى عوامل خطر يمكن تعديلها. عوامل الخطر الرئيسية القابلة للتعديل في جميع أنحاء العالم هي:
- تدخين التبغ المرتبط بشدة بسرطان الرئة وسرطان الفم والحلق.
- شرب الكحول الذي يرتبط بزيادة طفيفة في سرطانات الفم والمريء والثدي والكبد وأنواع أخرى من السرطانات.
- اتباع نظام غذائي منخفض الفواكه والخضروات.
- قلة النشاط البدني التي ترتبط بزيادة خطر الإصابة بسرطان القولون والثدي وربما سرطانات أخرى.
- السمنة التي ترتبط بسرطانات القولون والثدي وبطانة الرحم وربما أنواع أخرى من السرطان.
- الانتقال الجنسي لفيروس الورم الحليمي البشري الذي يسبب سرطان عنق الرحم وبعض أشكال سرطان الشرج وسرطان المهبل وسرطان الفرج وسرطان القضيب وسرطان المستقيم وسرطان الفم والبلعوم.

يملك الرجال المصابون بالسرطان عوامل مؤهبة قابلة للتعديل أكثر بمرتين مقارنةً بالنساء.
تشمل عوامل نمط الحياة والعوامل البيئية الأخرى المعروفة بتأثيرها على مخاطر الإصابة بالسرطان (سواء كانت مفيدة أو ضارة) ما يلي: استخدام الهرمونات الخارجية (على سبيل المثال، العلاج بالهرمونات البديلة يسبب سرطان الثدي) والتعرض للإشعاع المؤين والأشعة فوق البنفسجية وبعض التعرض المهني والكيميائي.
يموت سنويًا ما لا يقل عن 200000 شخص في جميع أنحاء العالم بسبب السرطان المرتبط بمكان عملهم. يتعرض الملايين من العمال لخطر الإصابة بسرطانات مثل: ورم المتوسطة الجنبي والصفاقي الناجم عن استنشاق ألياف الأسبست، أو سرطان الدم الناجم عن التعرض للبنزين. في الوقت الحالي، تحدث معظم وفيات السرطان الناجمة عن عوامل الخطر المهنية في العالم المتقدم. تعزو التقديرات حدوث نحو 20000 حالة وفاة بالسرطان و40000 حالة إصابة جديدة بالسرطان في الولايات المتحدة سنويًا إلى نوع العمل.

## الأطفال
يعد السرطان عند الأطفال واليافعين نادرًا (حوالي 150 حالة لكل مليون طفل ويافع سنويًا في الولايات المتحدة). تعتبر اللوكيميا (عادةً سرطان الدم اللمفاوي الحاد) أكثر أنواع السرطانات شيوعًا بين الأطفال الذين تتراوح أعمارهم بين 1-14 عام في الولايات المتحدة، يلي ذلك سرطانات الجهاز العصبي المركزي وورم الخلايا البدائية العصبية وورم ويلمز واللمفوما اللاهودجكينية. تُظهر الإحصاءات المأخوذة من برنامج المراقبة وعلم الأوبئة والنتائج النهائية التابع للمعهد الوطني للسرطان في الولايات المتحدة ارتفاع سرطانات الأطفال بنسبة 19٪ بين عامي 1975 و1990، ويرجع ذلك إلى زيادة الإصابة بسرطان الدم الحاد. ولكن منذ عام 1990، انخفضت معدلات الإصابة.

## الرضع
تحدث ذروة الإصابة بالسرطان عند الأطفال خلال السنة الأولى من العمر عند الرضع. كان معدل الإصابة السنوي في الولايات المتحدة في الأعوام 1975-1995 يبلغ نحو 233 حالة لكل مليون رضيع. توجد عدة تقديرات للوقوع، ووفقًا لبرنامج المراقبة وعلم الأوبئة والنتائج النهائية في الولايات المتحدة:
- يُشكِّل ورم الخلايا البدائية العصبية 28٪ من حالات سرطان الرضع؛ إذ كان الورم الخبيث الأكثر شيوعًا بين هؤلاء الأطفال الصغار (65 لكل مليون رضيع).
- تمثل اللوكيميا كمجموعة (41 لكل مليون رضيع) النوع التالي الأكثر شيوعًا من السرطان، فهي تُشكِّل 17٪ من جميع الحالات.
- تمثل الأورام الخبيثة في الجهاز العصبي المركزي 13٪ من سرطانات الأطفال، بمتوسط معدل سنوي للإصابة يقارب 30 لكل مليون طفل.
- كان متوسط معدلات الإصابة السنوية بأورام الخلايا الجنسية الخبيثة وأورام الأنسجة الرخوة الخبيثة متماثلًا بمعدل 15 إصابة لكل مليون رضيع. يُشكِّل كل منها حوالي 6٪ من سرطانات الأطفال.

يكون الورم المسخي (أحد أورام الخلايا الجنسية) الورم الأشيع في هذه الفئة العمرية. تُستأصل معظم الأورام المسخية جراحيًا وهي لا تزال حميدة، وبالتالي لن تُشكِّل بالضرورة ورمًا خبيثًا. قبل انتشار الاستخدام الروتيني لفحوص الموجات فوق الصوتية قبل الولادة، كان معدل حدوث الأورام المسخية العجزية العصعصية المُشخَّصة عند الولادة 25 إلى 29 حالة لكل مليون ولادة.
لدى الرضع الذكور والإناث نفس معدلات الإصابة بالسرطان بشكل عام، وهو اختلاف ملحوظ مقارنة بالأطفال الأكبر سنًا.
يملك الرضع البيض معدلات سرطان أعلى من الرضع السود. تُشكِّل اللوكيميا نسبة كبيرة من هذا الاختلاف؛ إذ كان متوسط المعدل السنوي للرضع البيض (48.7 لكل مليون) أعلى بنسبة 66٪ من الرضع السود (29.4 لكل مليون).
يكون معدل البقاء النسبي للرضع جيد جدًا في حالة ورم الخلايا البدائية العصبية وورم ويلمز والورم الأرومي الشبكي، وجيد إلى حد ما (80٪) في سرطان الدم، ولكنه ليس كذلك في معظم أنواع السرطان الأخرى.